# Pa lăng
Palăng (từ gốc tiếng Pháp: palan; tiếng Anh: block-and-tackle) là một hệ thống gồm hai hoặc nhiều ròng rọc với một sợi dây hoặc cáp luồn giữa chúng, thường được sử dụng để nâng các vật nặng.
Các ròng rọc được lắp ráp để tạo thành các khối và sau đó các khối được ghép nối sao cho một khối được cố định và một chuyển động cùng với tải. Sợi dây được luồn qua các ròng rọc để tạo lợi thế cơ học giúp khuếch đại lực tác dụng lên dây.
Hero xứ Alexandria mô tả những cần cẩu được tạo thành từ các cụm ròng rọc trong thế kỷ thứ nhất. Các phiên bản minh họa của "Sách về nâng vật nặng" của Hero cho thấy hình vẽ các hệ thống pa lăng đầu tiên.

## Tổng quan

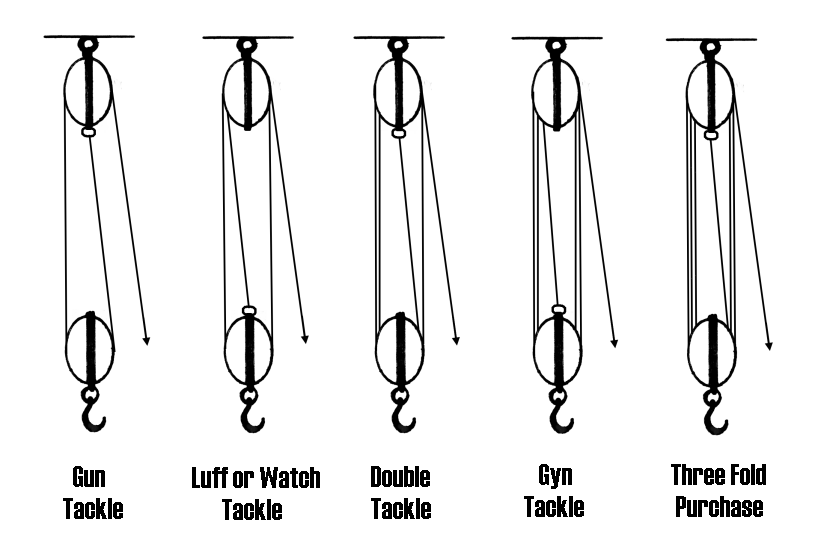
Nhiều cách khác nhau để nâng vật nặng (xem bên dưới).

Một khối là một tập hợp các ròng rọc hoặc bánh có rãnh được gắn trên một khung duy nhất. Một tập hợp các khối với một sợi dây luồn qua các ròng rọc được gọi là pa lăng  Pa lăng khuếch đại lực căng của dây để nâng vật nặng. Chúng được sử dụng phổ biến trên thuyền và thuyền buồm, vì tại đó các công việc thường được thực hiện thủ công.

## Lợi thế cơ học
Pa lăng có đặc trưng với việc sử dụng một sợi dây liên tục duy nhất để truyền một lực căng xung quanh một hoặc nhiều ròng rọc để nâng hoặc di chuyển tải nặng. Ưu điểm cơ học của nó là số phần của sợi dây tác dụng lên tải. Lợi thế cơ học của pa lăng là tỷ lệ việc vận chuyển hoặc nâng tải dễ dàng hơn bao nhiêu lần.
Nếu tổn thất do ma sát bị bỏ qua, lợi thế cơ học của pa lăng bằng với số phần của dây gắn vào hoặc chạy qua khối chuyển động, nói cách khác, số phần dây buộc trên pa lăng. 

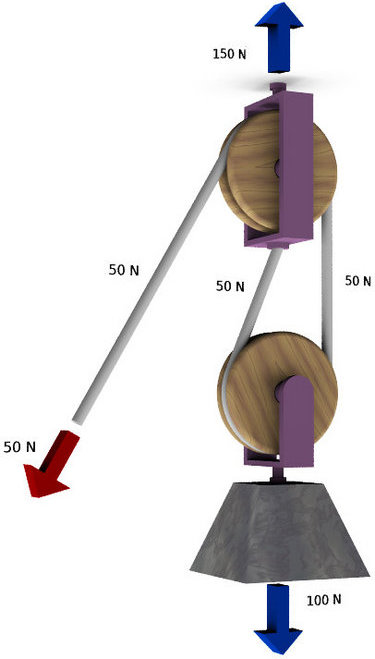
Pa lăng này có một ròng rọc duy nhất trong cả hai khối cố định và di chuyển với 2 phần dây (n) hỗ trợ tải (F _{B}) là 100N. Lợi thế cơ học là 2, yêu cầu một lực chỉ 50N để nâng tải 100N.

Một pa lăng lý tưởng với một khối chuyển động được buộc với n phần dây có lợi thế cơ học (MA) là 
{\displaystyle MA={\frac {F_{B}}{F_{A}}}=n,\!}
Trong đó FA là lực kéo (hoặc lực đầu vào) và FB là tải trọng.
Xem xét bộ ròng rọc tạo thành khối chuyển động và các bộ phận của dây hỗ trợ khối này. Nếu có n bộ phận của dây hỗ trợ tải FB, thì cân bằng lực trên pa lăng suy ra được lực căng ở mỗi bộ phận của dây phải là FB/n. Điều này có nghĩa là lực đầu vào trên dây là FA = FB/n. Do đó, pa lăng làm giảm lực kéo đầu vào theo hệ số n.

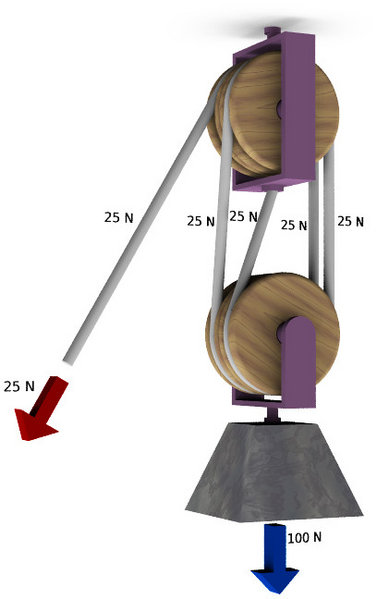
Pa lăng kép có hai ròng rọc trong cả hai khối cố định và di chuyển với bốn đoạn dây (n) hỗ trợ tải (F_{B}) là 100N. Lợi thế cơ học là 4, yêu cầu một lực chỉ 25N để nâng tải 100N.

Việc tách các ròng rọc trong pa lăng đơn cho thấy sự cân bằng lực dẫn đến lực căng của dây là W/2.
Việc tách các ròng rọc trong pa lăng kép cho thấy sự cân bằng lực dẫn đến lực căng của dây là W/4.

 Lợi thế cơ học lý tưởng tương quan trực tiếp với tỷ lệ vận tốc. Tỷ lệ vận tốc của pa lăng là tỷ lệ giữa vận tốc của dây kéo với tải trọng kéo. Một pa lăng có lợi thế cơ học là 4 có tỷ lệ vận tốc là 4:1. Nói cách khác, để kéo tải trọng ở tốc độ 1 mét mỗi giây, phần kéo của dây phải được kéo ở tốc độ 4 mét mỗi giây. Do đó, lợi thế cơ học của một pa lăng kép là 4.